# Cincinnati Southern Bridge
Die Cincinnati Southern Bridge ist eine zweigleisige Eisenbahnbrücke über den Ohio River zwischen Cincinnati in Ohio und Ludlow in Kentucky. Sie geht auf eine der ersten Brücken über den Ohio zurück, die bis 1877 als Teil der Cincinnati Southern Railway von der Stadt Cincinnati errichtet wurde. Mit der Zunahme des Eisenbahnverkehrs Anfang des 20. Jahrhunderts kam die eingleisige Fachwerkbrücke aus Schmiedeeisen an ihre Belastungsgrenze. Der Brückenbauingenieur Ralph Modjeski versah die Brücke 1921–1922 mit einem neuen zweigleisigen Überbau, wozu er die bestehenden Brückenpfeiler verstärken und die neue Stahlkonstruktion bei laufendem Betrieb um die alten Fachwerkträger herum errichten ließ. Die alte Drehbrücke über der Schifffahrtsrinne wurde in diesem Zuge durch eine Hubbrücke ersetzt, deren Hubmechanismus heute nicht mehr vorhanden ist. Die Eisenbahnstrecke der Stadt Cincinnati nach Chattanooga in Tennessee ist einschließlich der Brücke seit 1881 verpachtet an die Cincinnati, New Orleans and Texas Pacific Railway, Tochtergesellschaft und Teil einer wichtigen Nord-Süd-Verbindung der Norfolk Southern Railway.

## Geschichte

### Erste Brücke 1877
Mit der Expansion der Eisenbahngesellschaften in Nordamerika in der zweiten Hälfte des 19. Jahrhunderts, verlagerte sich der Transport über die südlichen Handelsrouten entlang der großen Flüsse Ohio und Mississippi zunehmend auf den Schienenweg. Zudem wuchs in Cincinnati die Angst vor der Konkurrenz im Handel mit dem Süden durch das 160 km entfernte Louisville, wo ab 1867 die erste Eisenbahnbrücke über den Ohio in Kentucky errichtet wurde. Geschäftsleute aus Cincinnati forcierten daher den Bau einer eigenen Bahnstrecke, die nach Süden bis ins etwa 540 km entfernte Chattanooga in Tennessee verlaufen sollte. Die Stadt beschloss 1869 die Finanzierung durch die Ausgabe einer Kommunalanleihe, woraufhin die Cincinnati Southern Railway bis 1880 fertiggestellt werden konnte. Der Streckenverlauf erforderte den Bau von 27 Tunneln und 105 Brücken. Die beiden größten Projekte waren dabei die High Bridge über den Kentucky River und die Brücke über den Ohio River im Süden von Cincinnati, die beide bis 1877 errichtet wurden.
Die von J. H. Linville entworfene Fachwerkbrücke in Cincinnati bestand größtenteils aus parallelgurtigen Whipple-Fachwerkträgern mit untenliegendem Gleis (engl. whipple truss, nach seinem Erfinder Squire Whipple, 1804–1888), wobei der größte mit einer Spannweite von 157 Metern der damals längste Fachwerk-Einfeldträger der Welt war. Der Überbau aus Schmiedeeisen ruhte auf Sandsteinpfeilern, die bei Niedrigwasser über 30 Meter aus dem Wasser emporragten. Um auch bei Hochwasser den Dampfschiffen mit ihren hohen Schornsteinen die Durchfahrt zu ermöglichen, wurde auf der Kentucky-Seite eine 113 Meter lange Drehbrücke integriert.
Die Stadt Cincinnati verpachtete im September 1881 die Cincinnati Southern Railway bis 1901 an die Cincinnati, New Orleans and Texas Pacific Railway, die damals zum Eisenbahnimperium von Frédéric Emile Baron d’Erlanger gehörte und 1894 Teil der Southern Railway wurde. Der Pachtvertrag wurde 1901 bis ins Jahr 1966 verlängert und nach erneuten Verhandlungen 1928 bis ins Jahr 2026 ausgedehnt.

### Zweite Brücke 1922

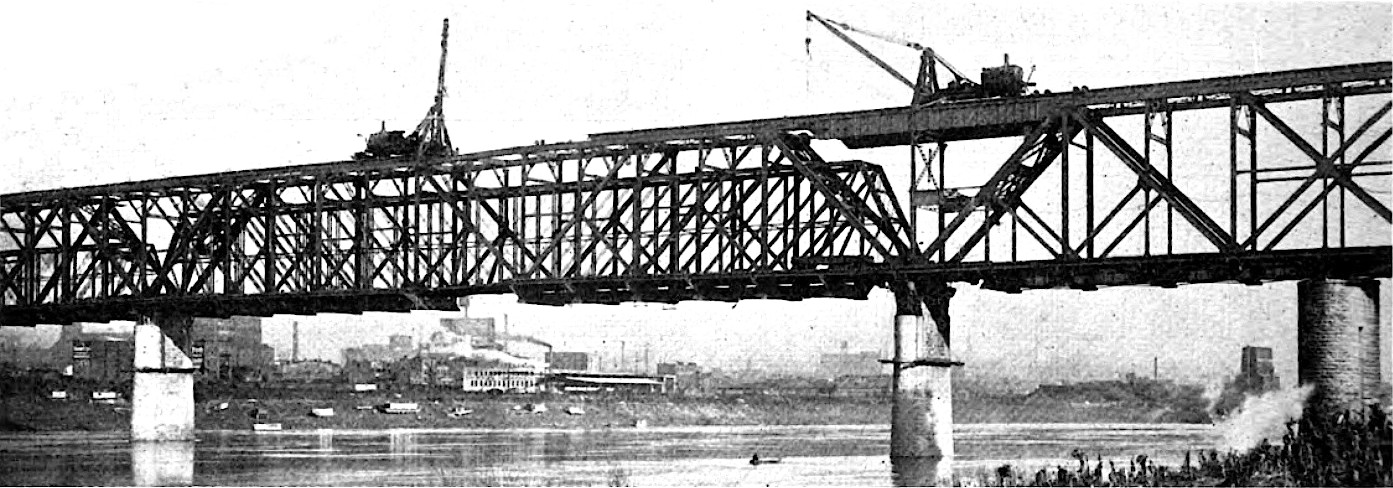
Errichtung der neuen Stahlträger 1921 mit Hilfe von Derrickkränen oberhalb des neuen Überbaus

Mit dem anwachsenden Eisenbahnverkehr Anfang des 20. Jahrhunderts und der stetigen Zunahme der Gewichte der Dampflokomotiven und der transportierten Fracht, kam die Brücke aus den 1870er Jahren an ihre Belastungsgrenze. Zudem entstanden an den Zufahrten der Brücke in Cincinnati und in Ludlow Rangierbahnhöfe, die über die Brücke miteinander verbunden waren. Die Southern Railway entschied sich mit der Stadt Cincinnati daher zum Neubau eines zweigleisigen Überbaus und engagierte dafür den auf Stahlbrücken spezialisierten Bauingenieur Ralph Modjeski, der unter anderem mit dem Neubau der Québec-Brücke 1919 die bis heute größte Auslegerbrücke der Welt errichtet hatte. Modjeski entwarf eine Stahl-Fachwerkbrücke, die zwischen 1921 und 1922 von der American Bridge Company bei laufendem Betrieb um den alten Überbau herum errichtet wurde. Die Brückenpfeiler mussten dafür verstärkt werden, wozu im oberen Bereich zusätzliche Stahlträger angebracht wurden, die man mit Beton ummantelte. Um im Zentrum auf zusätzliche Baugerüste im Flussbett während des Aufbaus verzichten zu können, entschied sich Modjeski anstelle der drei einzelnen Fachwerkträger für einen Durchlaufträger über den Fluss, der größtenteils im Freivorbau errichtet werden konnte. Dazu verwendete man Derrickkräne, die auf den Obergurten der neuen Träger installiert waren. Die alte Drehbrücke wurde durch eine gleich lange Hubbrücke ersetzt, die nur eine Hubhöhe von 4 m besaß und durch eine Kombination aus Gegengewichten und Hydraulikzylindern betrieben wurde. Sie kam nur selten zum Einsatz und ist heute nicht mehr funktionstüchtig. Der Pfeiler der alten Drehbrücke wurde damals nicht entfernt und befindet sich weiterhin unter der Hubbrücke.

### Aus- und Umbau der angrenzenden Bahnanlagen

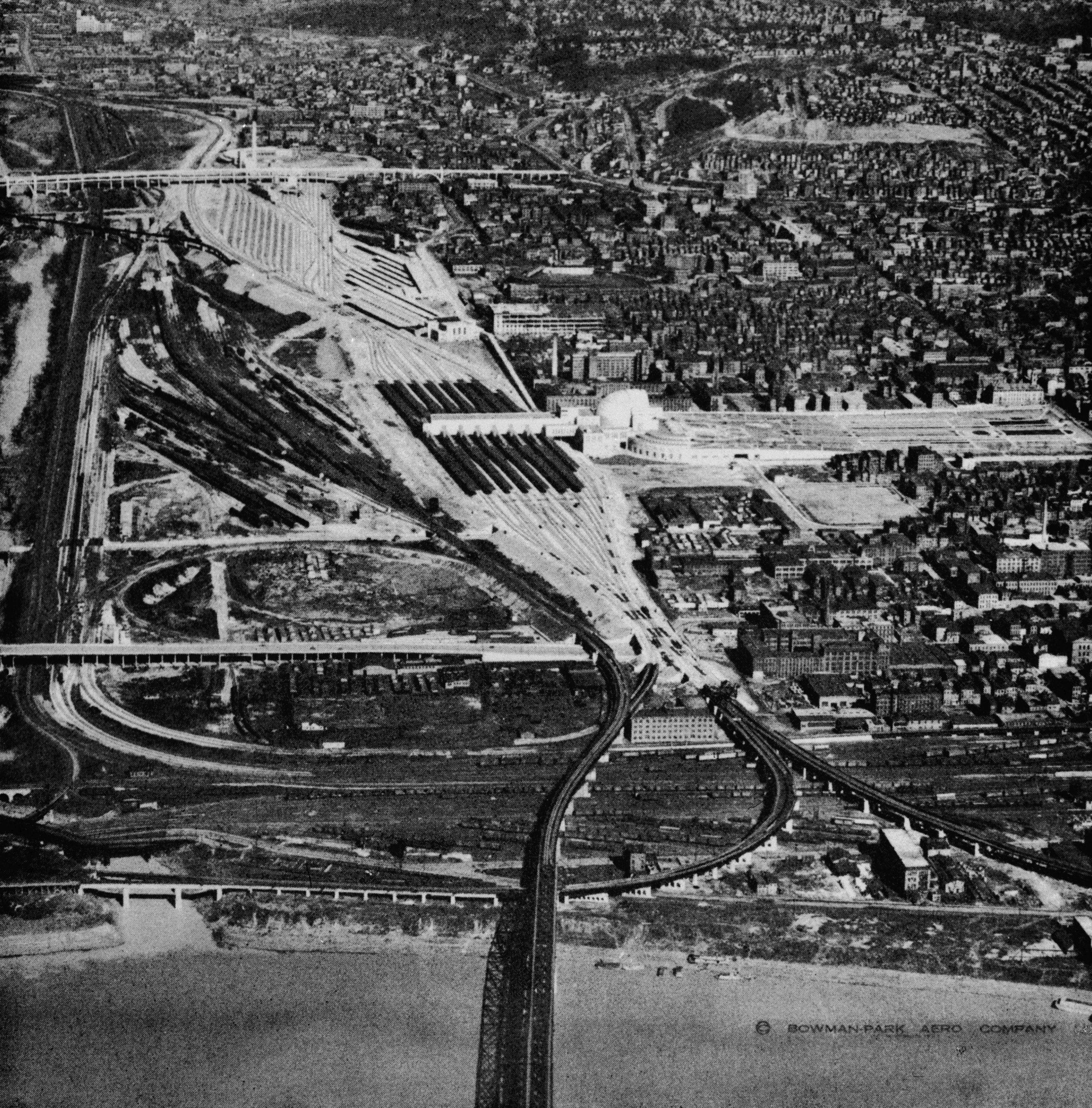
Bau des Cincinnati Union Terminal direkt hinter der Brücke 1932

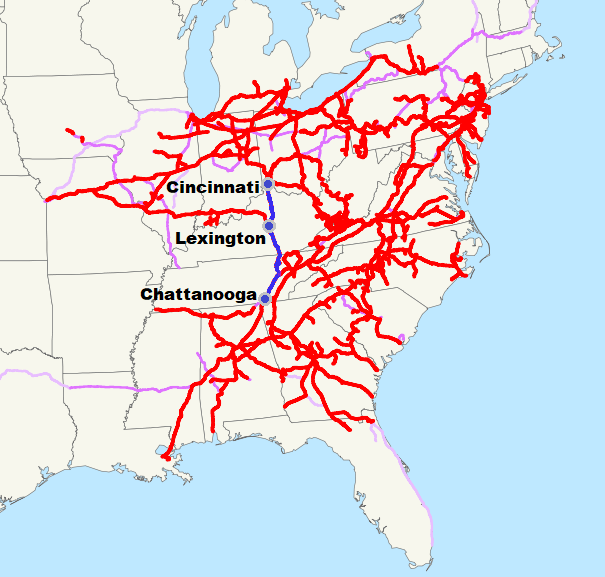
Die Cincinnati Southern Railway (blau) ist heute Teil des Streckennetzes der Norfolk Southern Railway (rot)

Bis 1933 entstand im Norden unmittelbar hinter der Brücke der größte Personenbahnhof von Cincinnati. Das Cincinnati Union Terminal war für eine tägliche Kapazität von 216 Zügen ausgelegt, von denen ein Großteil den Bahnhof von Süden aus über die Cincinnati Southern Bridge erreichten. Der starke Rückgang des Personenverkehrs führte Anfang der 1970er Jahre zur Schließung des Bahnhofs, die Abfertigungshalle wurde 1977 unter Denkmalschutz gestellt und dient seit 1990 als Museum. Im Jahr 1982 fusionierte die Southern Railway mit der Norfolk and Western Railway zur Norfolk Southern Corporation, aus der 1990 die Norfolk Southern Railway (NS) hervorging. Die NS wurde dadurch Eigner der Cincinnati, New Orleans and Texas Pacific Railway und Vertragspartner der Stadt Cincinnati im bis 2026 laufenden Pachtvertrag der Cincinnati Southern Railway. Im Jahr 1987 verhandelte die Stadt mit der Norfolk Southern neue Konditionen des Vertrages aus, was die Einnahmen für die Stadt verbesserte. Diese beliefen sich 2017 auf rund 21,8 Mio. US-Dollar und summierten sich seit 1987 auf insgesamt über 500 Mio. $. Die Cincinnati Southern Railway ist bis heute die einzige kommunale Bahngesellschaft dieser Größenordnung in den Vereinigten Staaten.

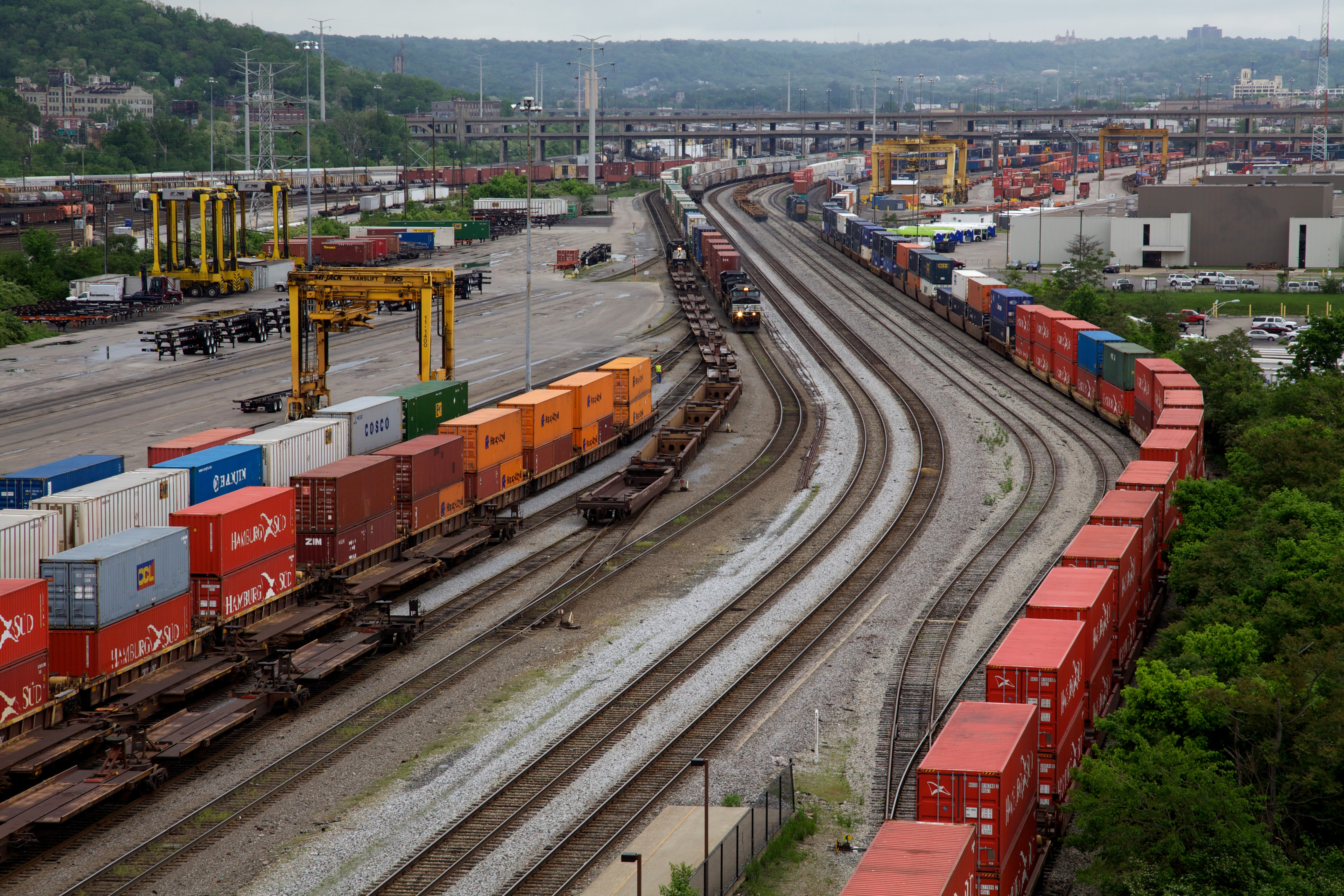
Rangierbahnhöfe hinter der Brücke in Cincinnati 2013 (vorne der Gest Street Yard, links u. dahinter der Queensgate Yard)

Die Brücke dient zusammen mit der flussaufwärts liegenden C&O Railroad Bridge seit den 1980er Jahren als südlicher Zugang zu Rangierbahnhöfen der NS (Gest Street Yard) und der CSX (Queensgate Yard), die sich heute über das Areal der ehemaligen Gleisanlagen des Personenbahnhofs erstrecken und jeweils mit einem Containerterminal ausgestattet sind. Auf der Kentucky-Seite schließt sich in Ludlow ein weiterer kleinerer Rangierbahnhof der NS an die Fachwerkbrücke an, dessen Ursprünge bis in die 1870er Jahre zurückreichen und der um die Jahrhundertwende zu einem Bahnbetriebswerk mit Lokschuppen ausgebaut wurde. Mit dem Ende der Ära der Dampflokomotiven Anfang der 1950er Jahre wurden die Anlagen größtenteils stillgelegt. Das Verkehrsaufkommen über die Cincinnati Southern Bridge lag 2002 bei etwa 30 Zügen täglich.

## Beschreibung

### Hauptbrücke
Das insgesamt 988 m lange Bauwerk besitzt eine zentrale Fachwerkbrücke über dem Ohio, die sich in drei einzelne parallelgurtige Fachwerkträger gliedert. Beginnend am Widerlager auf der Kentucky-Seite sind dies ein kleinerer 33 m langer Träger mit obenliegenden Gleisen, der 133 m lange Träger der ehemaligen Hubbrücke und ein 340 m langer Durchlaufträger, der sich über vier Strompfeiler erstreckt und Spannweiten von etwa 157 m und zweimal 90 m bildet. Die beiden großen Träger führen die Gleisebene auf ihren Untergurten und sind als Ständerfachwerke ausgeführt. Zur Realisierung einer höheren Traglast wurden in die Fachwerke zusätzliche Pfosten und zusätzliche Längs- und Querverstrebungen im unteren Bereich integriert, wodurch die Fachwerkfelder nochmals unterteilt und verstärkt werden (Baltimore truss). Die Fachwerkträger haben eine Breite von 10 m bei einer Konstruktionshöhe von 21 m (Maße zw. den Mittelachsen der Gurte), der Durchlaufträger wiegt 3550 t und der Einfeldträger der ehemaligen Hubbrücke 1135 t; einschließlich der Zufahrten betrug die Gesamtmenge an verbautem Stahl über 7400 t.
Der Überbau besaß bis ins 21. Jahrhundert auf der Westseite einen an Auslegern angebrachten Fußweg, der aber schon in den 1970er Jahren geschlossen und schließlich Anfang der 2010er Jahre entfernt wurde.

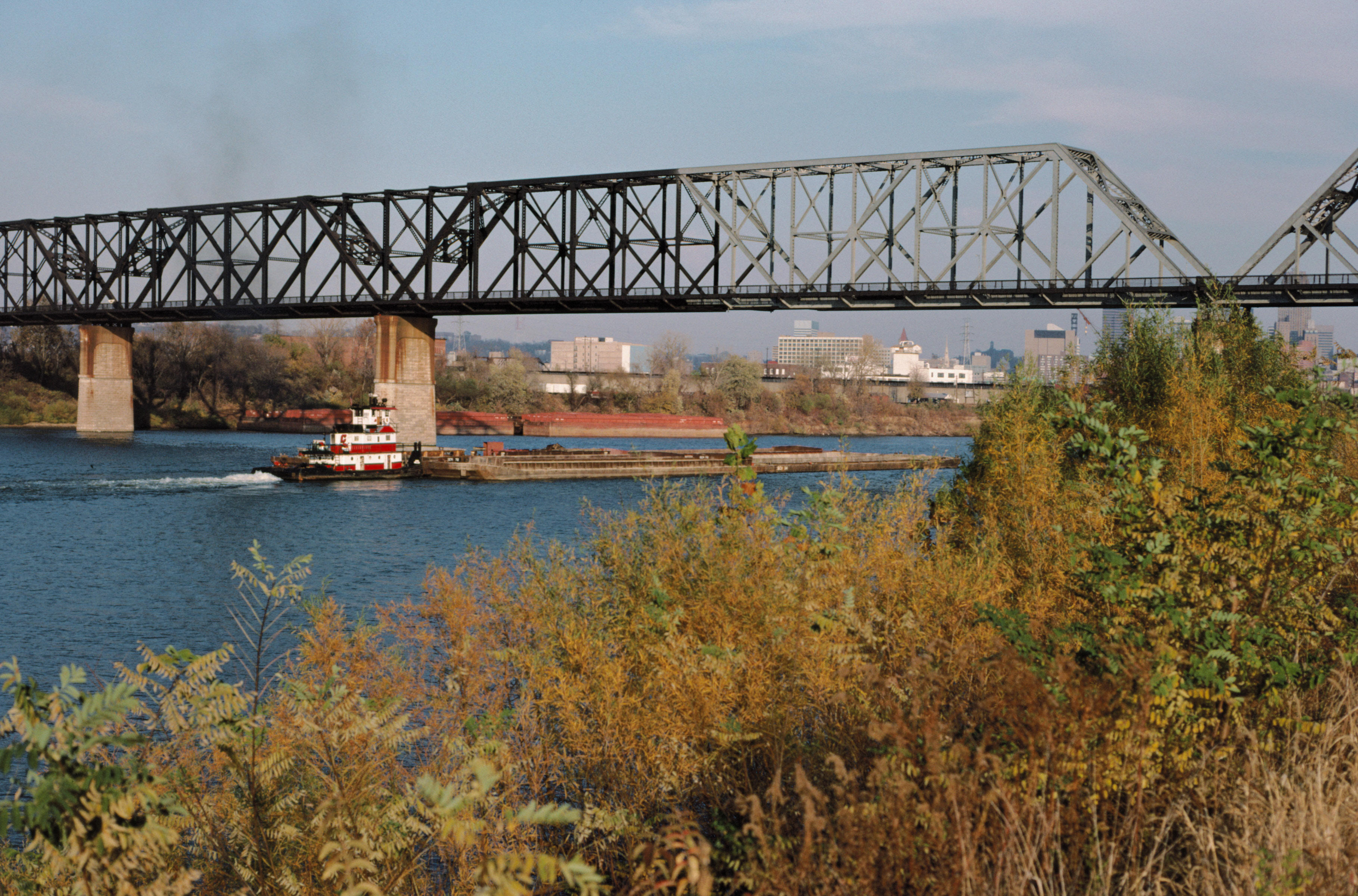
Der Durchlaufträger über drei Brückenfelder 1987, Fußweg auf der Westseite noch vorhanden
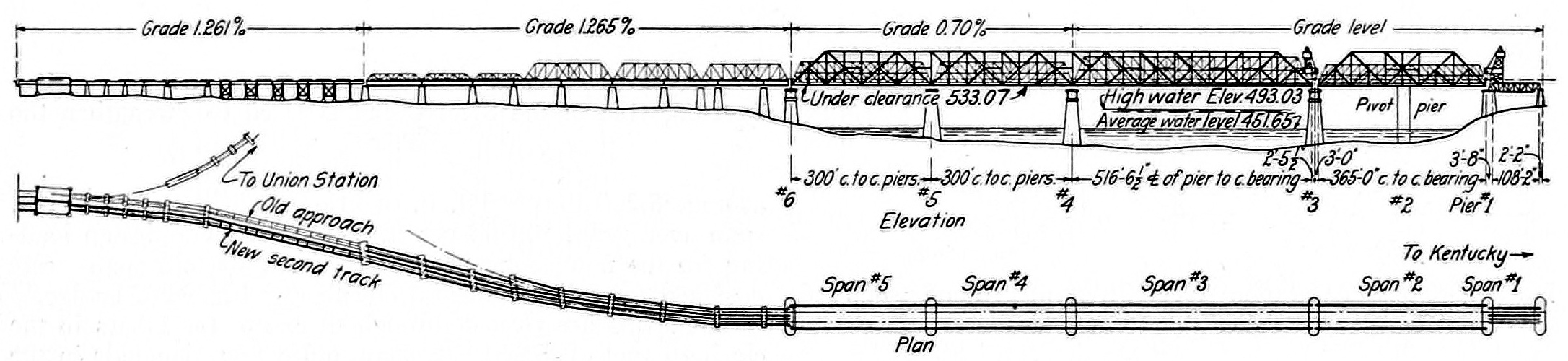
Schematische Zeichnung der Brücke von 1922 mit dem neuen und dem alten Überbau von 1877, Angaben in den angloamerikanischen Einheiten Fuß (′) und Zoll (″), links Cincinnati
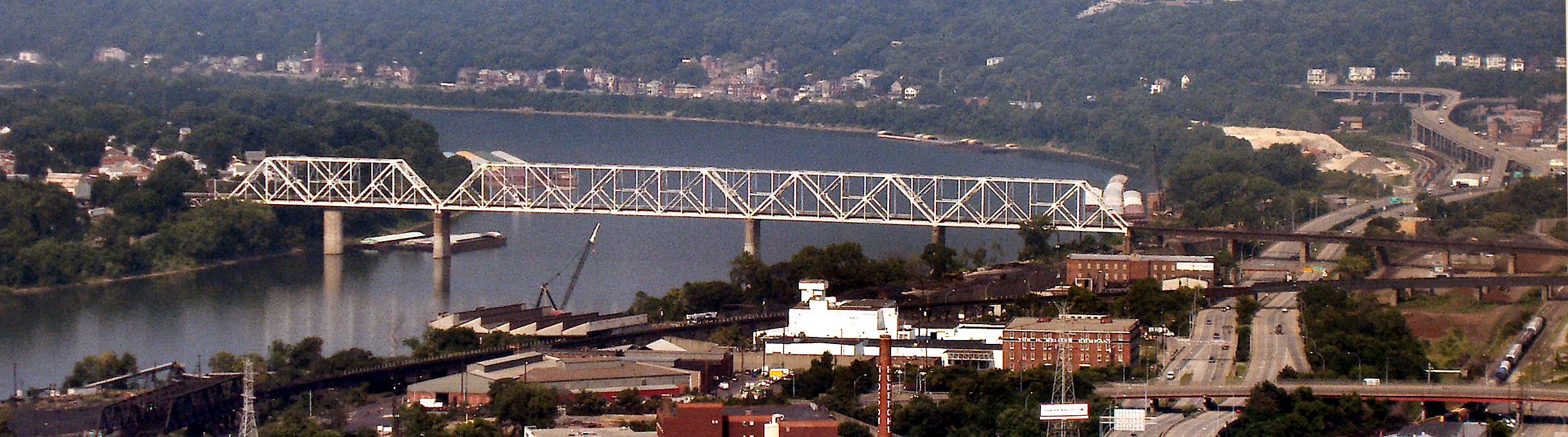
Die Cincinnati Southern Bridge über den Ohio 2005, rechts Cincinnati

### Zufahrten
Auf der Kentucky-Seite schließt sich in Ludlow der kleine Rangierbahnhof der NS direkt an die Fachwerkbrücke an. Auf der Ohio-Seite in Cincinnati folgen auf die Hauptbrücke über eine Länge von über 500 m eine Vielzahl von Balkenbrücken aus Vollwandträgern, die hier eine leichte S-Kurve bilden, mehrere Straßen und Gleisanlagen queren und am Ende verzweigen. Die Konfiguration wurde mit dem Aus- und Umbau der kreuzenden und anschließenden Infrastruktur über die Jahre mehrfach geändert. Seit dem zweigleisigen Ausbau 1922 werden die Gleise hauptsächlich auf separaten Balkenträgern geführt, die zum Teil noch auf den in den 1920er Jahren verbreiterten Pfeilern von 1877 ruhen; erkennbar durch ihre Zweiteilung aus gemauertem Sandstein und Beton. Hinter der Eighth Street West folgen die Widerlager, wo je zwei Gleise in den Gest Street Yard der NS und den größeren Queensgate Yard der CSX münden.

### Brückenpfeiler
Die Hauptbrücke ruht auf sechs gemauerten Sandsteinpfeilern aus dem Jahre 1877. Die Strompfeiler wurden direkt auf dem Grundgestein des Flussbettes errichtet und haben hier Grundflächen von etwa 8 m × 16 m, wobei der längste eine Höhe von 36 m erreichte (Pier #4). Die am Ufer folgenden kleineren Pfeiler der Hauptbrücke und der Zufahrten wurden mittels Pfahlgründung im Untergrund verankert. Da sich die ursprünglichen Pfeiler auf den letzten zehn Metern verjüngten, reduzierte sich deren Auflagefläche auf etwa 4 m × 9 m. Für den über 10 m breiten zweigleisigen Überbau mussten die Pfeiler im oberen Bereich in den 1920er Jahren verbreitert und verstärkt werden. Dazu brachte man an den Außenseiten 9 m lange Stahlträger an, kürzte die Pfeiler dann um etwa 2 m ein und verband die vertikalen mit zusätzlichen horizontalen Stahlträgern. Die Konstruktion wurde danach mit Beton ummantelt, wodurch Auflageflächen von etwa 4 m × 13 m entstanden, die die Lager des Überbaus tragen. Die lichte Höhe unter der Fachwerkbrücke beträgt bei Niedrigwasser 31 m und bei Hochwasser 12 m.